# Tom Burgess
Pour les articles homonymes, voir Tom Burgess (rugby à XIII) et Burgess.
Tom Burgess, né en 1941, est un ancien copilote de rallyes canadien, originaire de Tampa (Floride), habitant à Vancouver puis Burnaby (Colombie-Britannique) durant les années 1970-1980, puis à Atlanta (GA) dans les années 1990.

## Biographie
Ce copilote a débuté en fait comme pilote en 1959, sur une 1952 Morris GarageTD au Rallye Totem.
Il fut souvent organisateur (1969-70) et directeur (1971-73) de compétitions de rallyes régionales canadiennes, entre 1969 à 1973.
Il participa alors à la mise sur pied de l'organisation de la Coupe Nord-américaine des rallyes, et des Pacific International Rally Series régionales, ainsi qu'à la réécriture des règles du championnat national canadien lors de la conversion des épreuves de celui-ci de l'ancien format long TSD au format beaucoup plus court des épreuves spéciales, séquencées.
Il devint le Président de la Fédération de Colombie-Britannique de 1973 à 1975.
Il a alors recouru comme copilote, successivement au Canada sur Datsun 1600SSS (1973 - 1974), Renault 17 (1975 - 1976), Toyota Celica (1977 - 1980), Toyota Corolla (1981 - 1982), et Datsun 510 (1982 - 1983) (Renault et Toyota avec Taisto Heinonen de 1975 à 1982, Datsun avec Randy Black de 1982 à 1983).
Il a participé à deux épreuves du WRC, le Critérium du Québec en 1977 avec T.Heinonen sur Toyota Celica 2000GT (abandon), et le Rallye de Rideau Lakes en 1974 avec R.Black  sur Datsun 1600SSS (14e). Il a également été consultant FIA pour l'organisation du Rallye Olympus de Seattle lors de ses trois éditions internationales, ainsi qu’en 2000 pour l’intégration éventuelle du Rallye de Charlevoix au WRC (avortée). Il en fut de même, avec réussite cette fois, en 2001 pour le Rallye du Mexique Corona.
Il devint Directeur National (DN) des rallyes canadiens (au sein du CARS) de 1984 à 1986.
En 2001 et 2002, il a été le Président du comité d’organisation de la Coupe d’Amérique du Nord des rallyes (7 épreuves annuelles intégrées: deux au Canada, deux au Mexique, et trois aux États-Unis), et a tenté alors une reconnaissance par la FIA de ce championnat continental nord-américain (sans succès).
En 2002, il a aussi participé à la validation de la course Targa Newfoundland, puis est redevenu Directeur de course de nombreux rallyes à travers l’ouest du Canada, aux États-Unis, et au Mexique, tout en reprenant une activité d’ingénieur en 2002.
Depuis 2005, il fait partie du comité d’organisation des Rally America series (avec une moyenne de huit compétitions par an).
En 2007, il a rédigé et lu le discours célébrant le cinquantenaire de la création du CARS.
En 2009, il a présidé la commission de révision pour la nouvelle réglementation des rallyes canadiens, publiée en 2011.
En 2011 toujours, désormais âgé de 70 ans, il continue encore à concourir dans une à trois épreuves par an. 
Son frère John a été Champion novice ontarien de printemps des rallyes en 1973.

## Palmarès

### Titres
- Double Champion d'Amérique de Nord des rallyes (Coupe - toutes catégories) (‘’Rally Series of North America’’): 1979 et 1981 (avec T.Heinonen);
- Sextuple Champion du Canada des rallyes: 1977, 1978, 1979, 1980 et 1982 avec T.Heinonen (sur Toyota Celica), et 1983 avec R.Black (sur Datsun 510 du team Datsun Canada 200SX) (seul copilote, Doug Woods et Dan Sprongl étant à une longueur);
- 5 participations à la victoire de Toyota dans le Championnat des Marques du Canada des rallyes:  1977, 1978, 1979, 1980 et 1982;
- Champion de Colombie-Britannique des rallyes (championnat régional) : début des années 1970, à quelques reprises;
- Champion de la Côte Pacifique des rallyes (championnat régional);
  - 2e du SCCA PRORally US catégorie Production GT, en 1992.

### Victoires notables

#### Pilote
- 1963 et 1971: Thunderbird Rally US (1963 (à 23 ans): sur une 1956 MGA).

#### Copilote
(Pour un total de  39 succès au Canada de 1973 à 1983, et de plus de 6000 (6080 très exactement) points glânés en compétitions officielles nationales (record actuel)):
- 1976, 1978, 1980 et 1981: 4 Rocky Mountain Rally (Ontario) (pilote T.Heinonen, record);
- 1976: Rallye du Québec (avec T.Heinonen, sur Renault 17 Gordini;
- 1977, 1979, 1982 et 1983: 4 Rallye de la Baie des Chaleurs (2 avec T.Heinonen, et 2 avec R.Black);
- 1979: Sno*Drift Rally SCCA US (avec T.Heinonen);
- 1979, 1980, 1981, et 1983: 4 Rallye Perce-neige (3 avec T.Heinonen consécutivement, et 1 avec R.Black);
- 1979: Pacific Forest Rally (avec T.Heinonen);
- 1981: Rallye Molson du Homard (avec T.Heinonen);
- 1983: Ontario Winter Rally: (avec R.Black);
- 3 victoires également dans le SCCA PRORally series US (vers 1992).

## Distinctions
- Ken Vaughn Memorial Trophy (plus haute distinction individuelle de la Canadian Association of Rallysport (Conseil de CARS)): 1997, pour l'apport exceptionnel de certaines parsonnes aux rallyes canadiens au fil des années;
- Canadian Motorsport Hall of Fame: 1998 (1er rallyman à être retenu);
- Directeur de course du 5000 mile BC Centennial Rally (d'Ottawa à Victoria, le dernier des rallye-raids marathon trans-canadiens);
- Rally of the Year award: 1969, pour l'organisation du Rallye de Kootenay (Petite Alpine).